# Canuleius bispinosus
Canuleius bispinosus är en insektsart som beskrevs av Salvador de Toledo Piza Júnior 1936. Canuleius bispinosus ingår i släktet Canuleius och familjen Heteronemiidae. Inga underarter finns listade.